# Prunières (Hautes-Alpes)
Pour les articles homonymes, voir Prunières.
Prunières est une commune française située dans le département des Hautes-Alpes en région Provence-Alpes-Côte d'Azur.Les habitants sont des Pruniérois.

## Géographie

### Situation
Prunières est située sur la rive droite de la Durance, à la hauteur de la retenue de Serre-Ponçon, à 20 kilomètres à l'est de Gap et 15 à l'ouest d'Embrun. La commune s'étend sur 7 kilomètres du nord au sud sur les pentes du pic de Chabrières (altitude 2 403 m) jusqu'à l'ancien lit de la Durance, incluant ainsi une partie du lac de Serre-Ponçon. Aucun cours d'eau significatif n'arrose la commune.

### Hameaux et lieux-dits
Au cœur du village et sur les pentes sud de Chabrières :
- les Clots (mairie)
- l'église (église, cimetière)c: ancien chef lieu (recensement de 1911)
- Pra Périer
- Vière (château)
- les Vignes
- le Lauguet
- Champioga (route entre Le Serre et Les Clots)

Au nord, sur les pentes :
- le Serre
- les Blanchons
- les Gourres
- le Pomeyret
- l'Adroit (Sous le Serre)
- l'Espinasse (entre le Serre et la mairie)
- la Souchonne (vers le Serre, chemin de la Clouisse)
- les Blancs
- d'autres petits hameaux disparus :
  - le Thubaneau (hameau situé dans le lac, ancienne gare de Prunières)
  - Saint Michel (hameau près de la Chapelle, aujourd'hui sous le lac)
  - Prérond ?
  - l'Île

### Communes limitrophes
- Chorges, à l'ouest (chef-lieu de canton)
- Saint-Apollinaire au nord-est
- Savines-le-Lac, au sud-est
- Réallon, au nord
- Pontis (Alpes-de-Haute-Provence), au sud, sur l'autre rive du lac

### Climat
Pour des articles plus généraux, voir Climat de Provence-Alpes-Côte d'Azur et Climat des Hautes-Alpes.
En 2010, le climat de la commune est de type climat méditerranéen altéré, selon une étude du Centre national de la recherche scientifique s'appuyant sur une série de données couvrant la période 1971-2000. En 2020, Météo-France publie une typologie des climats de la France métropolitaine dans laquelle la commune est exposée à un climat de montagne ou de marges de montagne et est dans la région climatique Alpes du sud, caractérisée par une pluviométrie annuelle de 850 à 1 000 mm, minimale en été.
Pour la période 1971-2000, la température annuelle moyenne est de 9,1 °C, avec une amplitude thermique annuelle de 17,8 °C. Le cumul annuel moyen de précipitations est de 1 000 mm, avec 7,8 jours de précipitations en janvier et 5,9 jours en juillet. Pour la période 1991-2020, la température moyenne annuelle observée sur la station météorologique de Météo-France la plus proche, « Embrun », sur la commune d'Embrun à 13 km à vol d'oiseau, est de 11,1 °C et le cumul annuel moyen de précipitations est de 732,6 mm. 
La température maximale relevée sur cette station est de 38,4 °C, atteinte le 28 juin 2019 ; la température minimale est de −19,1 °C, atteinte le 9 janvier 1985,,.
Les paramètres climatiques de la commune ont été estimés pour le milieu du siècle (2041-2070) selon différents scénarios d'émission de gaz à effet de serre à partir des nouvelles projections climatiques de référence DRIAS-2020. Ils sont consultables sur un site dédié publié par Météo-France en novembre 2022.

### Communications
La route nationale 94 reliant Gap à Briançon traverse la commune le long de la rive du lac. Trois routes départementales s'en détachent vers les hameaux de la commune situés sur les pentes, et convergent au chef-lieu. La D 109, venant de Chorges, passe au-dessus du chef-lieu et continue vers Saint-Apollinaire et Réallon.
La voie ferrée Gap - Briançon est accolée à la route, mais la halte de Prunières, reconstruite après la déviation de la voie lors de la mise en eau du lac, a été fermée au trafic voyageurs. La gare la plus proche est celle de Chorges, à 5 kilomètres du chef-lieu.
L'aérodrome de Gap - Tallard est à 30 kilomètres au sud-ouest.

## Urbanisme

### Typologie
Au 1er janvier 2024, Prunières est catégorisée commune rurale à habitat dispersé, selon la nouvelle grille communale de densité à 7 niveaux définie par l'Insee en 2022.
Elle est située hors unité urbaine. Par ailleurs la commune fait partie de l'aire d'attraction de Gap, dont elle est une commune de la couronne,. Cette aire, qui regroupe 73 communes, est catégorisée dans les aires de 50 000 à moins de 200 000 habitants,.
La commune, bordée par un plan d’eau intérieur d’une superficie supérieure à 1 000 hectares, le lac de Serre-Ponçon, est également une commune littorale au sens de la loi du 3 janvier 1986, dite loi littoral. Des dispositions spécifiques d’urbanisme s’y appliquent dès lors afin de préserver les espaces naturels, les sites, les paysages et l’équilibre écologique du littoral, tel le principe d'inconstructibilité, en dehors des espaces urbanisés, sur la bande littorale des 100 mètres, ou plus si le plan local d’urbanisme le prévoit.

### Occupation des sols
L'occupation des sols de la commune, telle qu'elle ressort de la base de données européenne d’occupation biophysique des sols Corine Land Cover (CLC), est marquée par l'importance des forêts et milieux semi-naturels (52,4 % en 2018), en diminution par rapport à 1990 (56,1 %). La répartition détaillée en 2018 est la suivante : 
milieux à végétation arbustive et/ou herbacée (23,4 %), zones agricoles hétérogènes (20,9 %), espaces ouverts, sans ou avec peu de végétation (17,7 %), terres arables (13,4 %), eaux continentales (13,4 %), forêts (11,3 %).
L'évolution de l’occupation des sols de la commune et de ses infrastructures peut être observée sur les différentes représentations cartographiques du territoire : la carte de Cassini (XVIIIe siècle), la carte d'état-major (1820-1866) et les cartes ou photos aériennes de l'IGN pour la période actuelle (1950 à aujourd'hui).

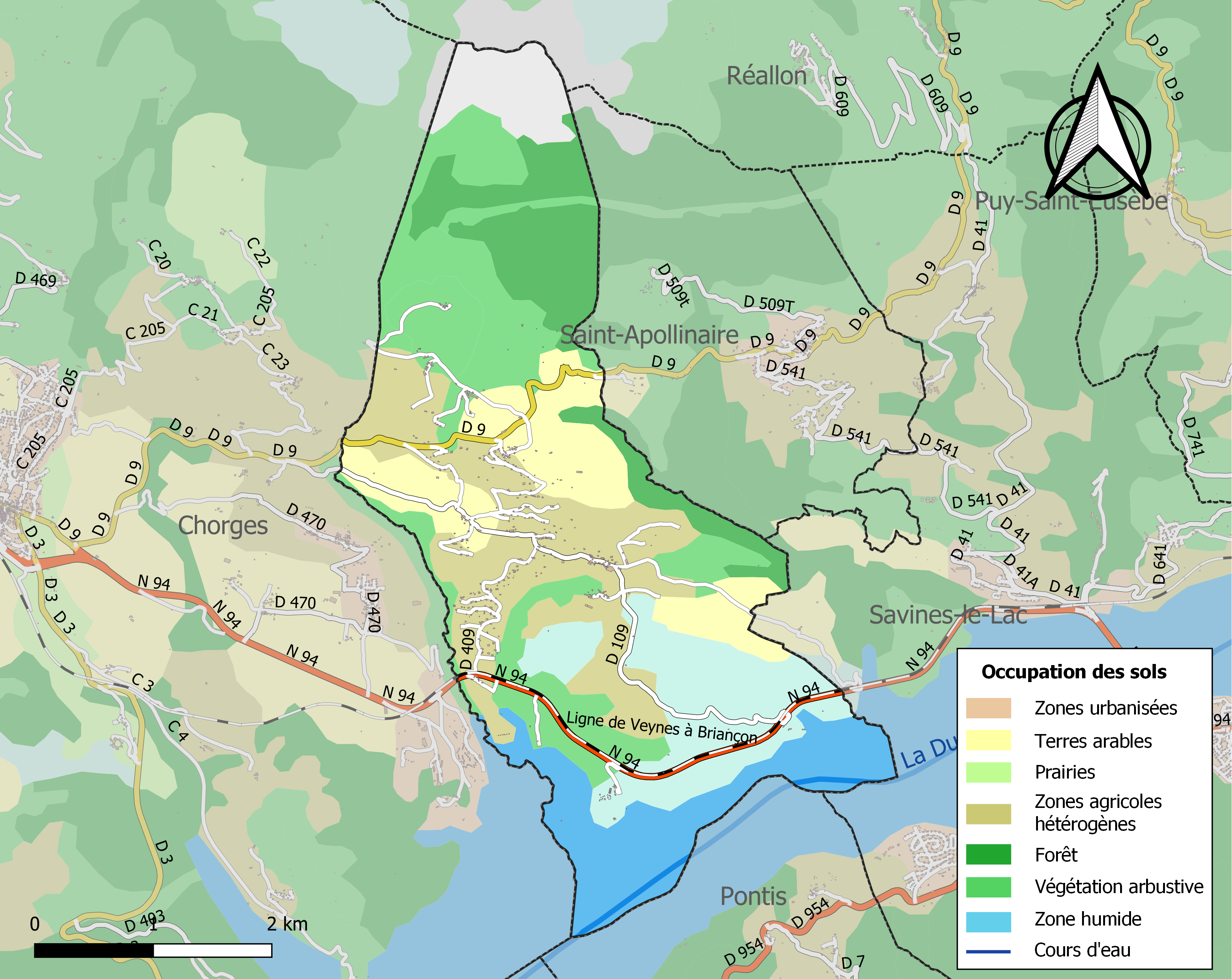
Carte de l'occupation des sols de la commune en 2018 (CLC).

## Toponymie
La localité est une paroisse attestée dès 1210 sous la forme latine Pruneri i ; Prugnerii en 1413 ; Prunerii en 1508 ; Prunere en 1516 ; Prunières en 1568
Prunièras en occitan haut-alpin.
Ce toponyme est aisément compréhensible et dérive du pluriel de l'occitan Prunièr (prunier), remplacé tardivement par l'occitan prunièra « prunier », le nom du village provient sûrement d'une présence importante sur ses terres de « pruniers épineux ».

## Histoire
Le 19 juillet 1944, un bombardier américain B-24, rentrant d'une mission sur l'Allemagne avec ses instruments de navigation hors d'usage et deux moteurs en panne, s'écrase dans un champ à l'ouest de Prunières. Guidés par les habitants, les 11 membres d'équipage américains ont pu rejoindre les maquisards de Réallon.
En 1953, la mise en eau de la retenue de Serre-Ponçon a noyé la partie de la commune située au plus près de la Durance, autour de la chapelle Saint-Michel, qui seule est restée émergée, et a fort heureusement échappé à la destruction qui lui était promise. Les restes de familles inhumées dans le cimetière voisin ont été transférés au cimetière du village, proche de l'église. La route nationale 94 et la voie ferrée, noyées elles aussi, ont été reconstruites au-dessus du niveau du lac, qu'elles suivent en corniche. Un arrêt de chemin de fer, désormais inutilisé, remplace l'ancienne gare de Prunières, inondée.

## Politique et administration

### Liste des maires
| Période                                  | Période   | Identité          | Étiquette | Qualité                                       |
| ---------------------------------------- | --------- | ----------------- | --------- | --------------------------------------------- |
| Les données manquantes sont à compléter. |           |                   |           |                                               |
| 1896                                     | 1929      | Jean Derbez       |           |                                               |
| 1929                                     | 1942      | Ludovic Farnaud   |           |                                               |
| 1942                                     | 1947      | Marcel Derbez     |           |                                               |
| 1947                                     | mai 1953  | Auguste Tourcier  |           | Cultivateur                                   |
| mai 1953                                 | mars 1959 | Ernest Bertrand   |           | Cultivateur au Serre                          |
| mars 1959                                | mars 1983 | Auguste Tourcier  |           | Cultivateur                                   |
| mars 1983                                | juin 1995 | André Clary       |           |                                               |
| juin 1995                                | mars 2008 | Denise Miny       |           | Fleuriste                                     |
| mars 2008                                | mars 2014 | René Fusina       |           | Directeur chez EIFFAGE, Ingénieur             |
| mars 2014                                | mai 2020  | Pierre Doussot    |           | Retraité de l'armée, Agriculteur à Pra Perier |
| mai 2020                                 | En cours  | Jean-Luc Verrier, |           | Ancien cadre à la Poste                       |

Aux élections municipales de 2008, 10 des 16 candidats ont obtenu la majorité des suffrages exprimés et ont été élus dès le premier tour. On comptait 222 votants sur 258 électeurs inscrits, ce qui représente un taux d'abstentions relativement faible (14 %). Un deuxième tour a eu lieu pour désigner le 11e élu parmi les 4 candidats restants (l'autre s'étant retiré). Le maire sortant ne se représentait pas.

### Intercommunalité
Prunières fait partie : 
- jusqu'en 2016 de la communauté de communes du Savinois-Serre-Ponçon ;
- à partir du 1er janvier 2017, de la communauté de communes de Serre-Ponçon[22].

## Population et société

### Démographie
L'évolution du nombre d'habitants est connue à travers les recensements de la population effectués dans la commune depuis 1793. Pour les communes de moins de 10 000 habitants, une enquête de recensement portant sur toute la population est réalisée tous les cinq ans, les populations de référence des années intermédiaires étant quant à elles estimées par interpolation ou extrapolation. Pour la commune, le premier recensement exhaustif entrant dans le cadre du nouveau dispositif a été réalisé en 2008.

En 2022, la commune comptait 312 habitants, en évolution de +4,7 % par rapport à 2016 (Hautes-Alpes : +0,4 %, France hors Mayotte : +2,11 %).
| 1793 | 1800 | 1806 | 1821 | 1831 | 1836 | 1841 | 1846 | 1851 |
| ---- | ---- | ---- | ---- | ---- | ---- | ---- | ---- | ---- |
| 416  | 372  | 486  | 428  | 423  | 400  | 406  | 358  | 424  |

| 1856 | 1861 | 1866 | 1872 | 1876 | 1881 | 1886 | 1891 | 1896 |
| ---- | ---- | ---- | ---- | ---- | ---- | ---- | ---- | ---- |
| 390  | 407  | 401  | 372  | 403  | 462  | 363  | 347  | 343  |

| 1901 | 1906 | 1911 | 1921 | 1926 | 1931 | 1936 | 1946 | 1954 |
| ---- | ---- | ---- | ---- | ---- | ---- | ---- | ---- | ---- |
| 335  | 293  | 284  | 273  | 254  | 263  | 254  | 213  | 189  |

| 1962 | 1968 | 1975 | 1982 | 1990 | 1999 | 2006 | 2008 | 2013 |
| ---- | ---- | ---- | ---- | ---- | ---- | ---- | ---- | ---- |
| 154  | 154  | 121  | 138  | 175  | 232  | 276  | 289  | 297  |

| 2018 | 2022 | - | - | - | - | - | - | - |
| ---- | ---- | - | - | - | - | - | - | - |
| 298  | 312  | - | - | - | - | - | - | - |

L'accroissement constaté de la population depuis 1975 est dû à un apport extérieur qui compense une mortalité supérieure aux naissances dans la commune (11,3 ‰ contre 6,6 ‰ pour la période 1999-2009). Dans le même temps la population vieillit : les moins de 45 ans sont moins nombreux en 2009 qu'en 1999 (44 % contre 51 %), et les plus de 75 ans sont passés de 8 à 13 %. Dans toutes les tranches d'âge, la proportion de personnes vivant seules a augmenté en 10 ans, et le nombre moyen d'occupants par résidence principale est passé de 3 en 1968 à 2 en 2009.

### Sports

#### Rallye Monte-Carlo
Le rallye Monte-Carlo y est passé jusqu'en 2003. Spéciale phare avec sa descente démente et ses 31 km, les organisateurs arrêtèrent cette spéciale après le Monte-Carlo 2003. Cet arrêt ne fit pas des heureux. Heureusement, la spéciale revient en 2015 avec le choc (un passage le matin, un le soir) Ogier-Loeb dans une version de 19 km.[réf. souhaitée]

## Vie associative
- Prunières Sports Loisirs (PSL) organise tout au long de l'année des concours de boules, la fête communale de Prunières, et son bal populaire gratuit.
- La Diane de Rambert, association des chasseurs de la commune de Prunières (ACCA), organise tous les ans un ball-trap.
- Le Club du Troisième âge organise des jeux de sociétés, et des rencontres festives : en Janvier un gâteaux des rois ouvert à tous, et en juillet un « repas-grillades ».
- Sport, Culture et Fêtes Toupinoises organise des stages de tir à l'arc, ainsi que diverses animations tout au long de l'année, dont les « marchés nocturnes de Prunières »[28].

## Lieux et monuments
- L'église Saint-Sauveur, récemment rénovée : nef unique avec abside semi-circulaire, autel en marbre, une chapelle latérale au nord consacrée à la Vierge (trois statues, dont une Vierge à l'enfant, plus une icône), tribune, clocher-tour posé contre le flanc nord[29].

- La chapelle Saint-Michel, sur son îlot au milieu du lac de Serre-Ponçon, le site le plus photographié du département des Hautes-Alpes[30], est située sur le territoire de la commune.

- Le complexe portuaire et le camping en bordure du lac.
- Le château de Vière, encore habité de nos jours (ne se visite pas).
- La chapelle attenante au cimetière.
- L’hélice, montée en stèle sur la route de Chorges, qui rappelle l'avion qui s'est écrasé sur la commune durant la Seconde Guerre mondiale[16].

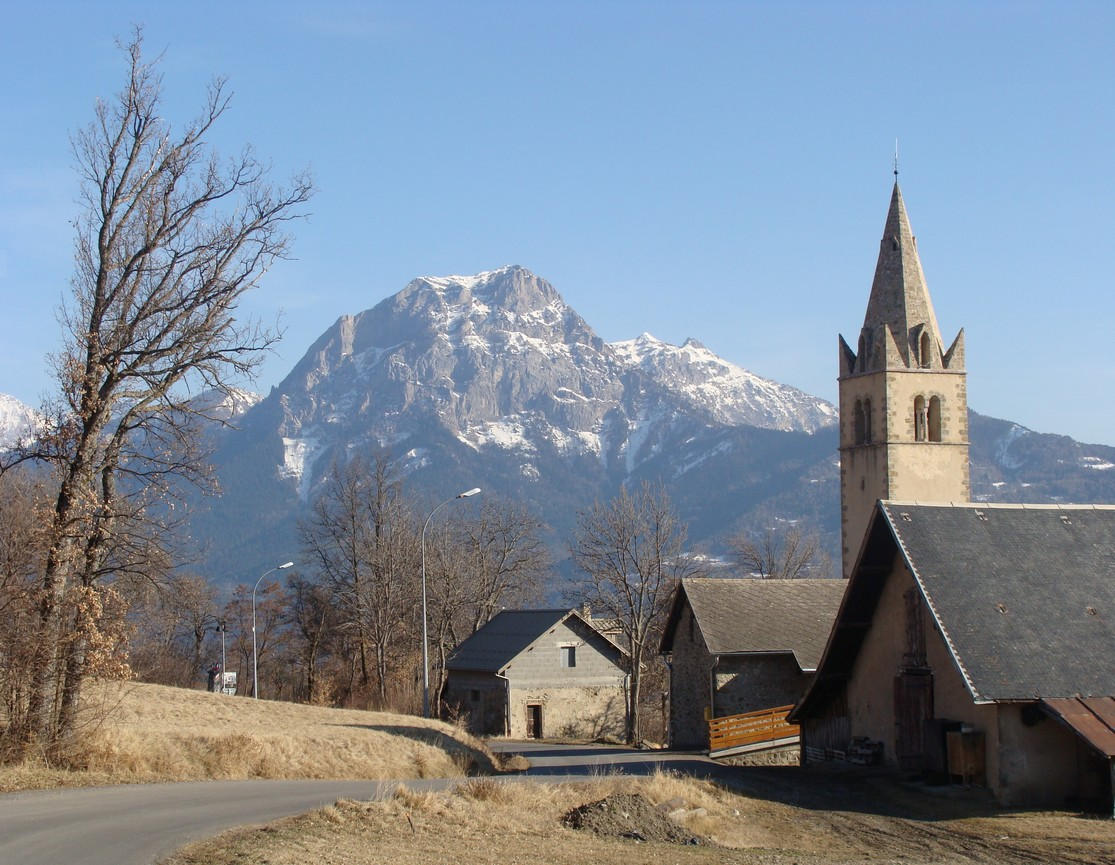
Le quartier de l'église et le Grand-Morgon.
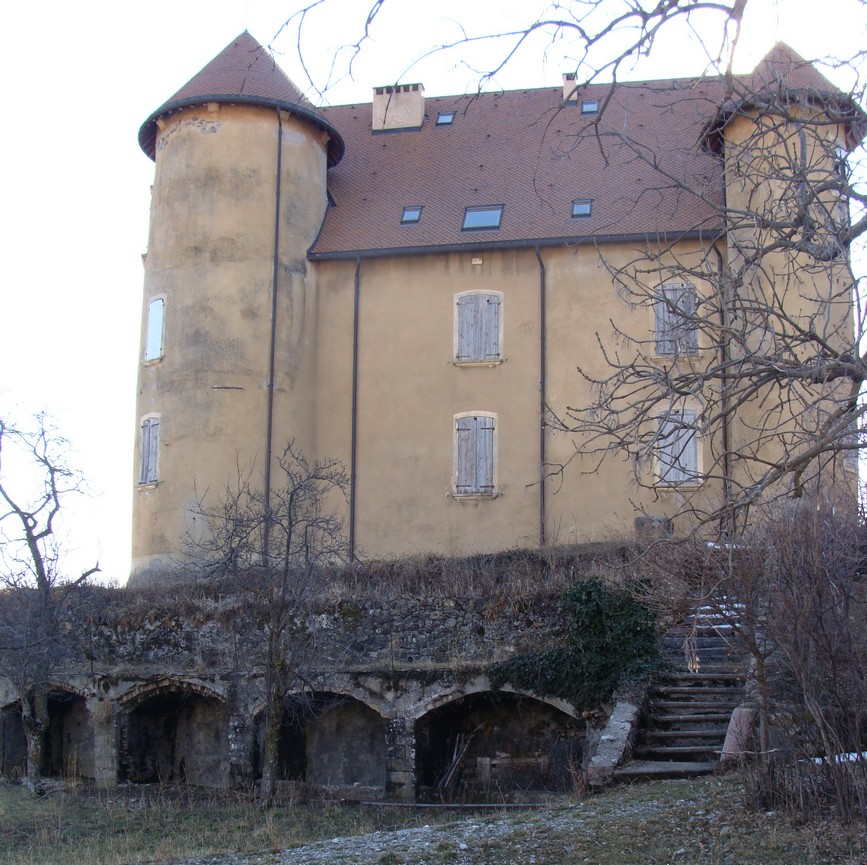
Le château de Vière.
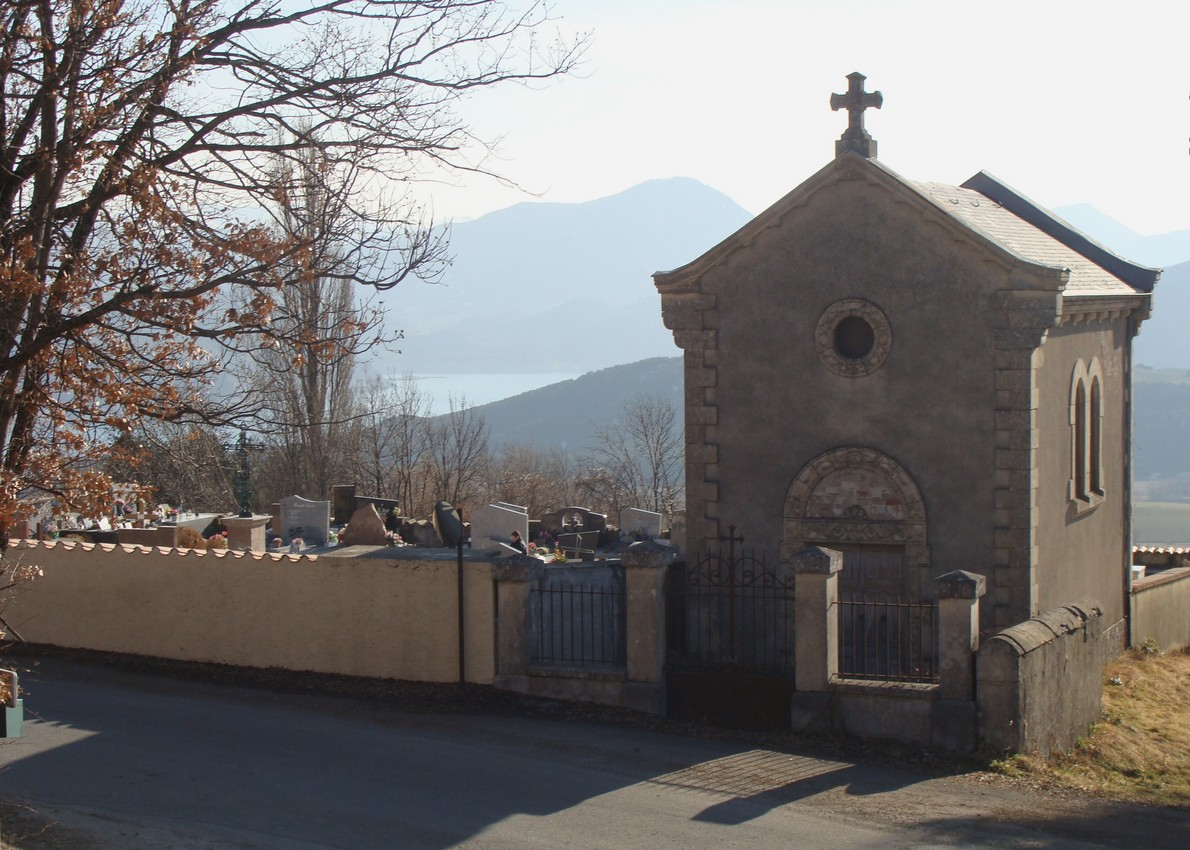
Le cimetière et sa chapelle.
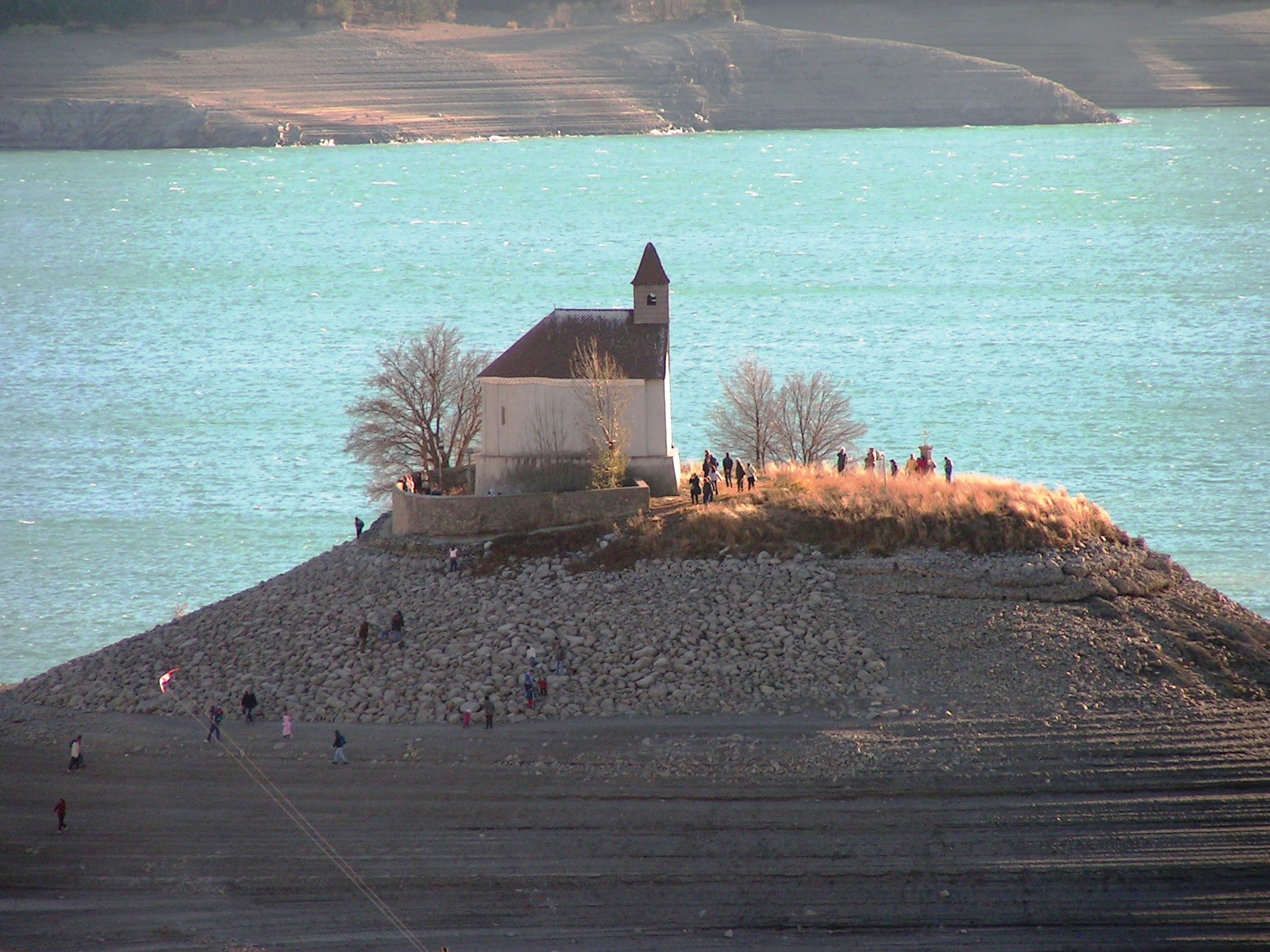
L’îlot Saint-Michel en hiver.

## Personnalités liées à la commune
- Charles Troesch, curé de la paroisse de Prunières du 1er septembre 2014 à 2022

## Héraldique
| Blason de Prunières | Blason  | De gueules à la bande d'or accompagnée en chef d'un gland vêtu, tigé et feuillé du même et en pointe d'un besant d'or, au chef cousu d'azur chargé de trois étoiles d'or. |
| Blason de Prunières | Détails | Le statut officiel du blason reste à déterminer. |